# كلية المجدلية (كامبريدج)
كلية المجدلية هي إحدى كليات جامعة كامبريدج، وقد سميت باسم مريم المجدلية. تأسست الكلية عام 1428 م بكونها نُزل الرهبنة البندكتية ثم تحولت بعدها لتكون كلية باسم كلية باكنجهام، وذلك قبل إعادة تأسيسها في عام 1542م باسم كلية القديسة مريم المجدلية. تبرع للكلية عدد من المشاهير منهم؛ توماس هوارد وإدوارد ستافورد والقاضي كريستوفر وراي. وغيرهم. شعار الكلية هو garde ta foy (الفرنسية القديمة: «حافظ على إيمانك»).
الخريج الأكثر شهرة في الكلية هو مؤرخ القرن السابع عشر صموئيل بيبس. تُبرع بأوراقه وكتبه للكلية عند وفاته وأودعت في مكتبة بيبس في مبنى بيبس بالكلية.
تشتهر المجدلية بأسلوبها «التقليدي»؛ فهي تتميز بقاعتها الرسمية المضاءة بالشموع (تُعقد كل مساء). كذلك، فقد كانت آخر كلية للرجال فقط في إحدى الجامعتين أوكسفورد أو كامبريدج؛ حيث بدأت تقبل النساء في عام 1988م (كانت كلية أورييل هي الأخيرة في أكسفورد؛ إذ قُبلت النساء فيها عام 1986). أدى هذا التغيير إلى احتجاجات بعض الطلاب الجامعيين الذكور، بما في ذلك ارتداء شارات سوداء وإنزال علم الكلية لمنتصف الساري.
تُعد مباني الكلية القديمة شاهدة على تطور الكلية المتدرج من مؤسسة رهبانية إلى مركز تعليمي. ومن المميزات أيضًا أن معظم المباني القديمة مبنية من الآجر بدلاً من الحجر (باستثناء واجهة مبنى بيبس). يفصل شارع المجدلية الصروح العتيقة عن تلك الحديثة.
لا تزال المجدلية واحدة من أصغر الكليات في الجامعة، حيث يبلغ عدد طلابها حوالي 300 طالب جامعي. المجدلية كانت كلية قوية الأداء الأكاديمي على مدى العقد الماضي، وحققت في المتوسط العام المركز التاسع في جدول تومبيكس والمركز الثاني في عام 2015 م.

## الزملاء الحاليين والسابقين
- نيكولاس بويل، المؤرخ الأدبي الألماني وكاتب سيرة جوته.
- هوارد تشيس، أستاذ الهندسة الكيميائية الحيوية.
- ريتشارد إليس، أستاذ الفيزياء الفلكية في كلية لندن الجامعية والمدير السابق لمرصد بالومار في كاليفورنيا.
- جون غوردون، عالم أحياء من معهد جوردون، حائز على جائزة نوبل في عام 2012.
- سي. إس. لويس، ناقد أدبي، مؤلف وعالم لاهوتي.
- إيفور آرمسترونغ ريتشاردز، الناقد الأدبي الإنجليزي وأحد مؤسسي الدراسة المعاصرة للأدب باللغة الإنجليزية.

## خريجون بارزون

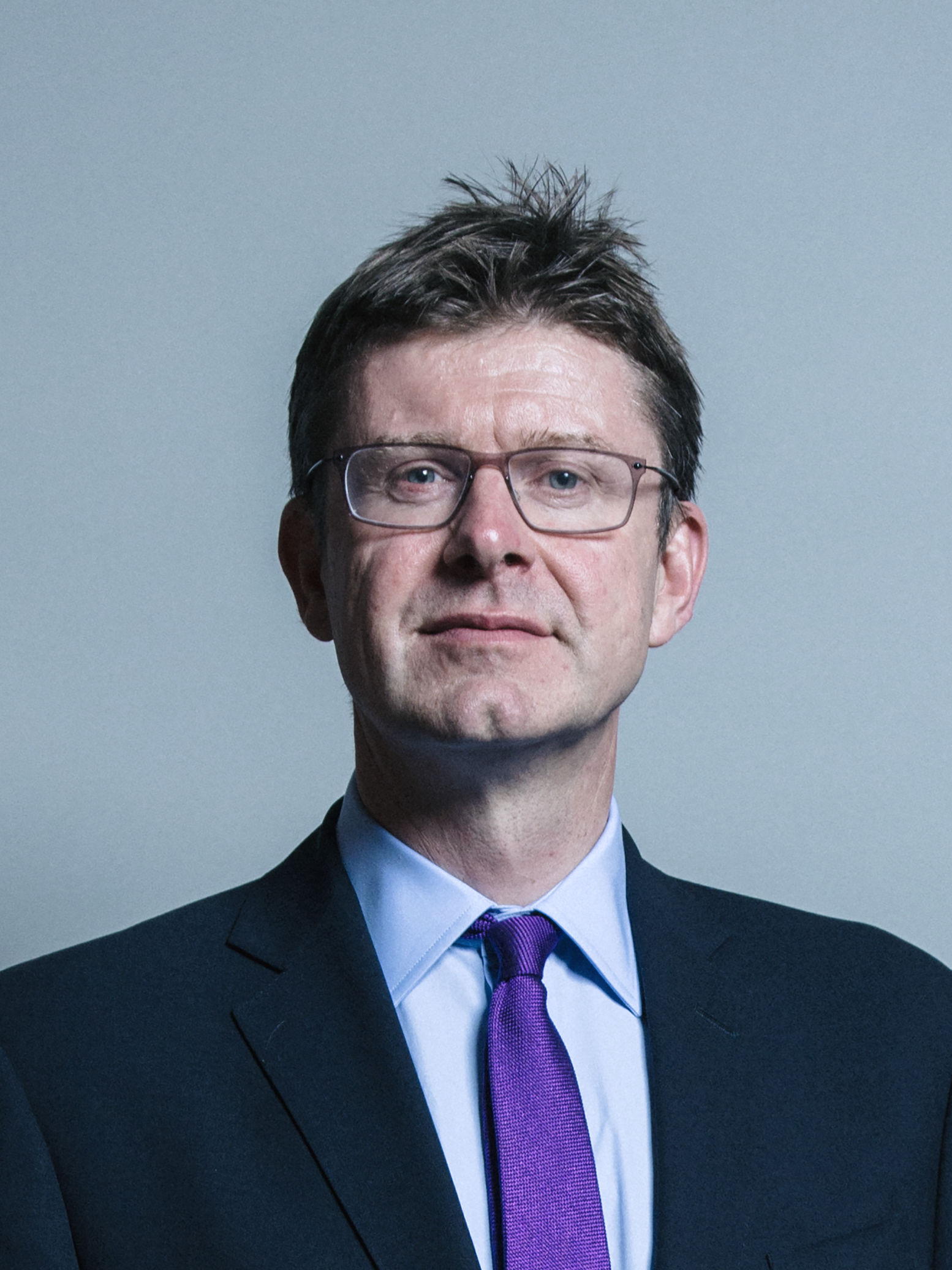
جريج كلارك ، سياسي
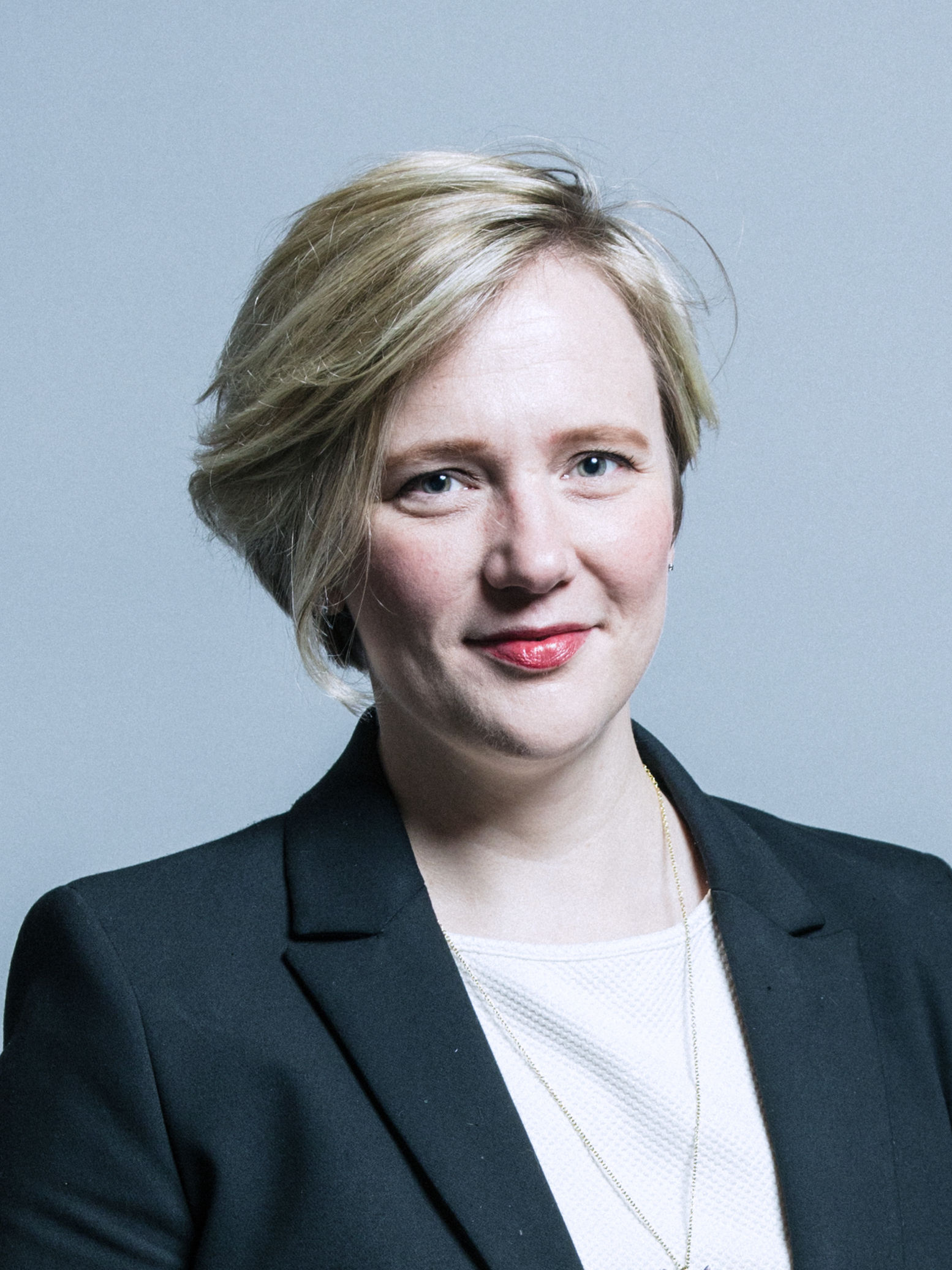
ستيلا كريسي، سياسية
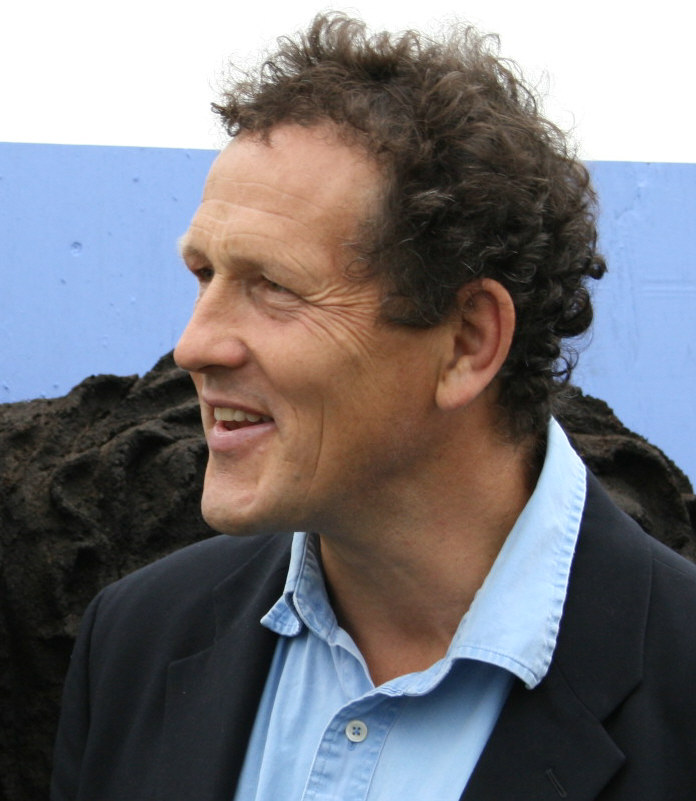
مونتي دون، مذيع تلفزيوني وكاتب
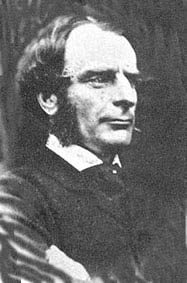
تشارلز كينجسلي، مؤلف وأكاديمي
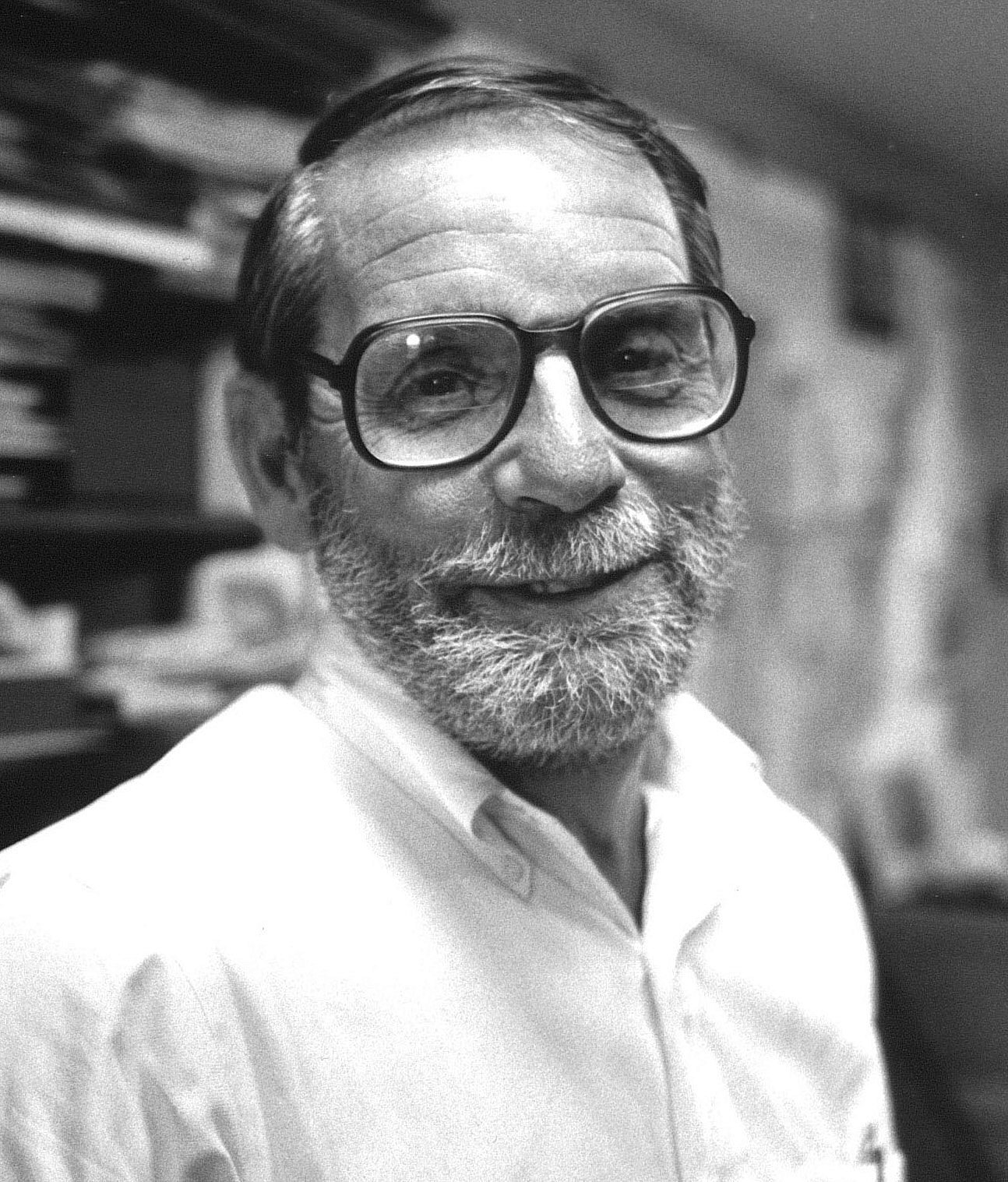
جون ماكفي، الكاتب الحائز على جائزة
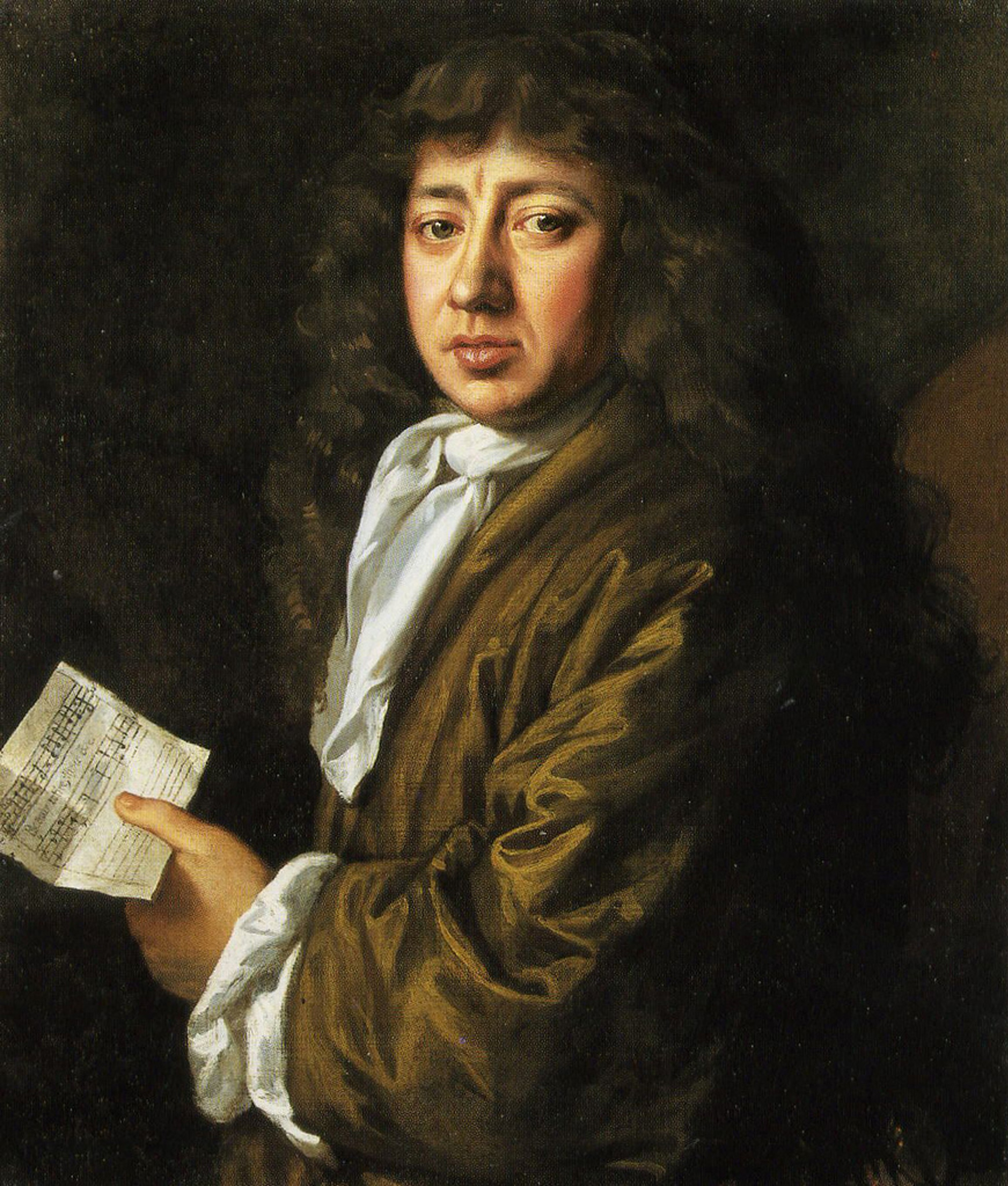
صموئيل بيبس، مسؤول بحري وسياسي
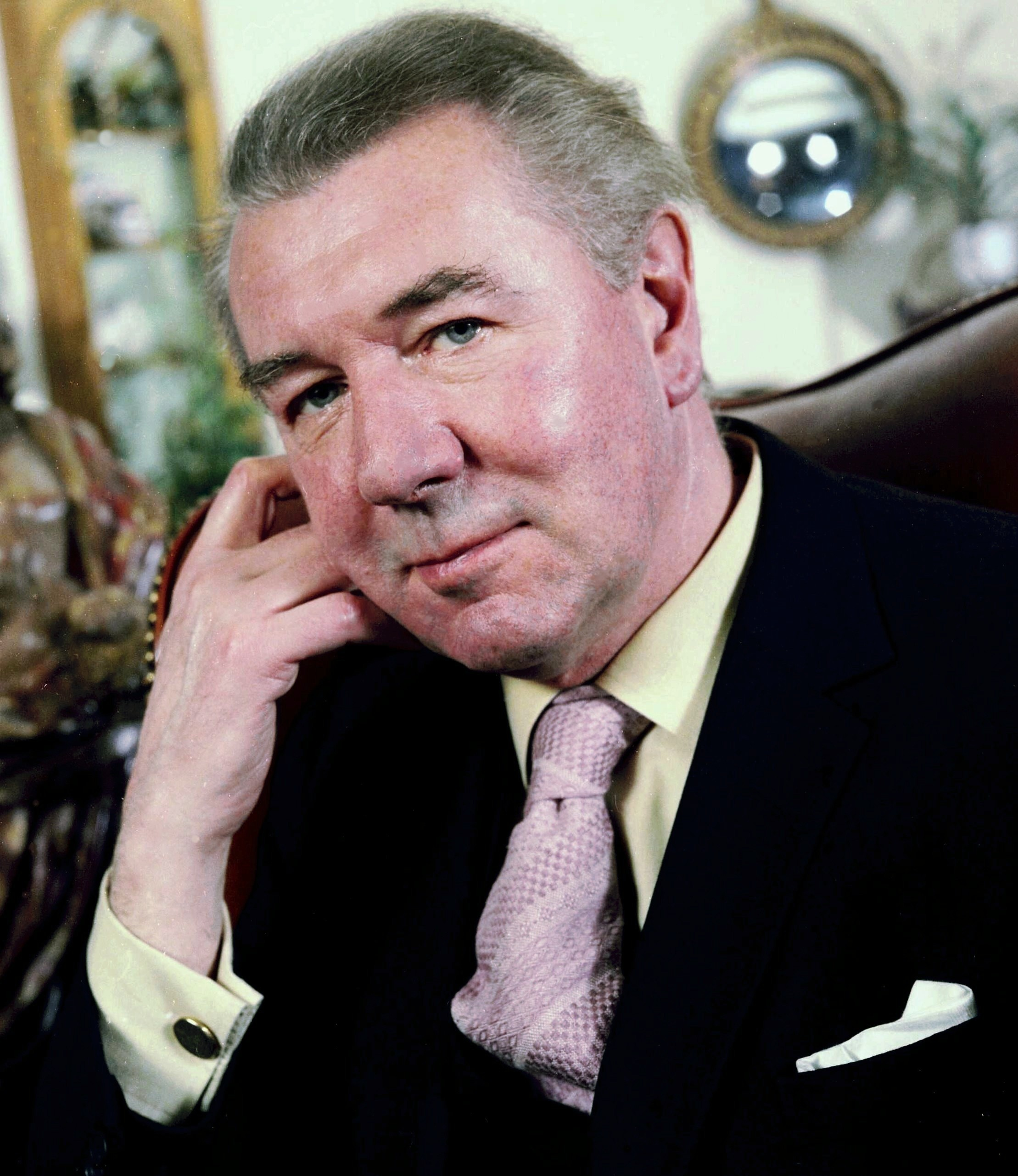
السير مايكل ريدغريف، الممثل
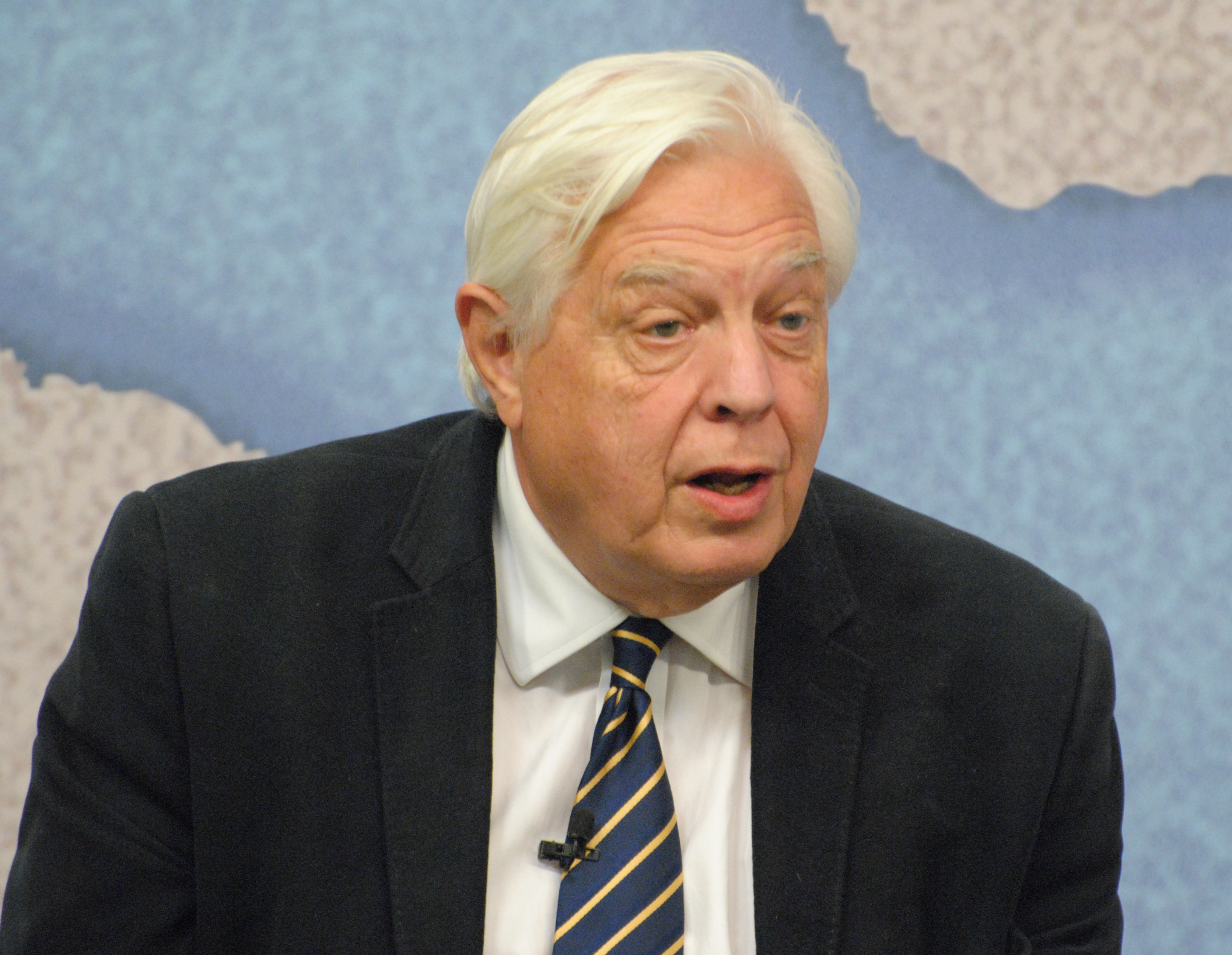
جون سيمبسون، صحفي
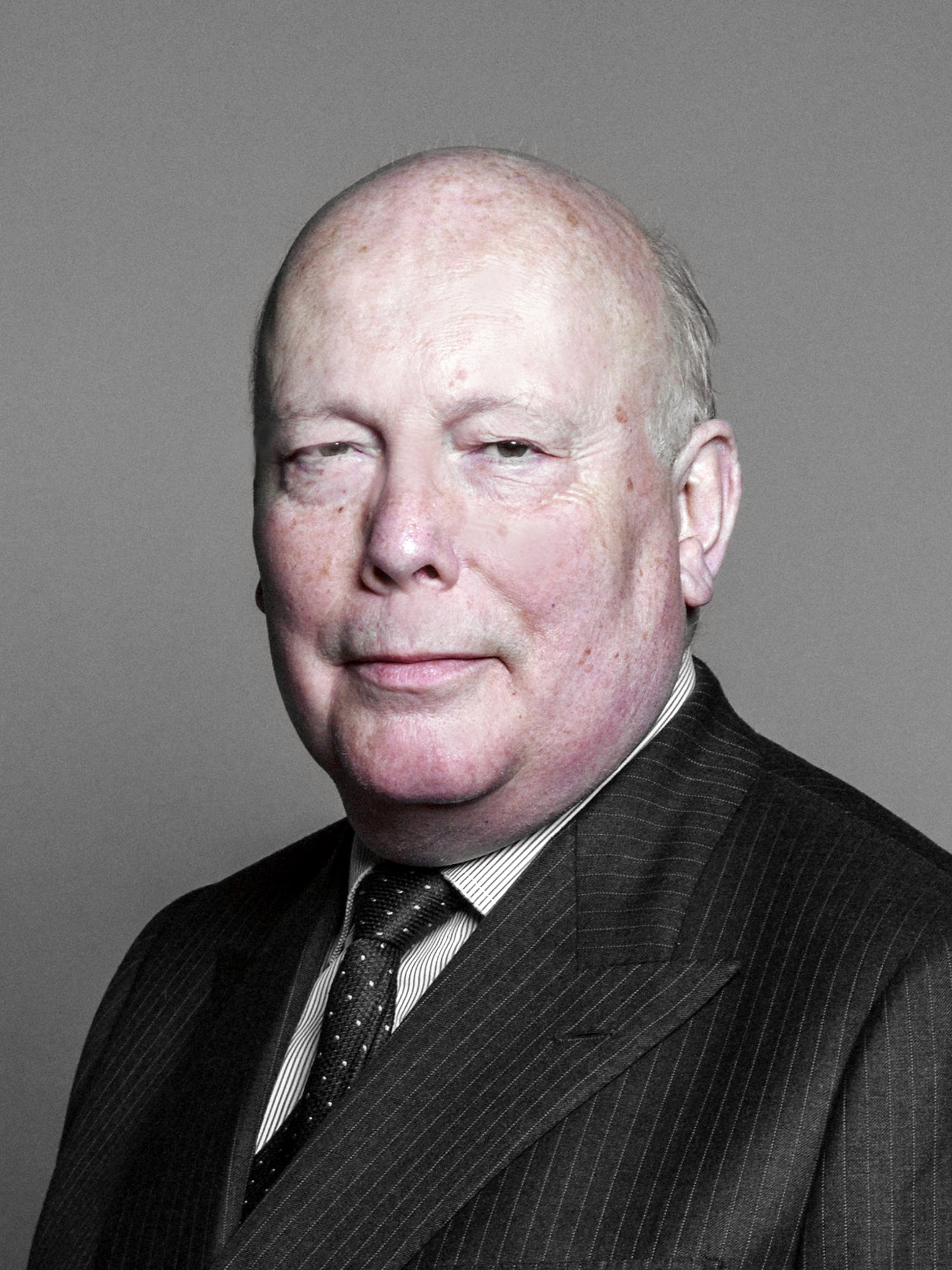
جوليان فيلوز، كاتب السيناريو

## قراءة إضافية
- Cunich ، Hoyle ، Duffy ، and Hyam (1994). تاريخ كلية مجدلين كامبريدج، 1428-1988 . كامبريدج: كرامبتون وأولاده. (ردمك 978-0952307303) رقم الكتاب المعياري الدولي   978-0952307303 .
- هيام، رونالد (2011). وصف مجدلين: دليل لمباني كلية مجدلين كامبريدج ، الطبعة الثانية. كامبريدج: منشورات كلية مجدلين.
- Hughes، M. E. J. (2015). The Pepys Library: And the Historic Collections of Magdalene College Cambridge. London: Scala. ISBN:978-1-85759-953-4.  Hughes، M. E. J. (2015). The Pepys Library: And the Historic Collections of Magdalene College Cambridge. London: Scala. ISBN:978-1-85759-953-4.  Hughes، M. E. J. (2015). The Pepys Library: And the Historic Collections of Magdalene College Cambridge. London: Scala. ISBN:978-1-85759-953-4.

## روابط خارجية
- موقع كلية المجدلية